# Laugh-O-Gram Studio

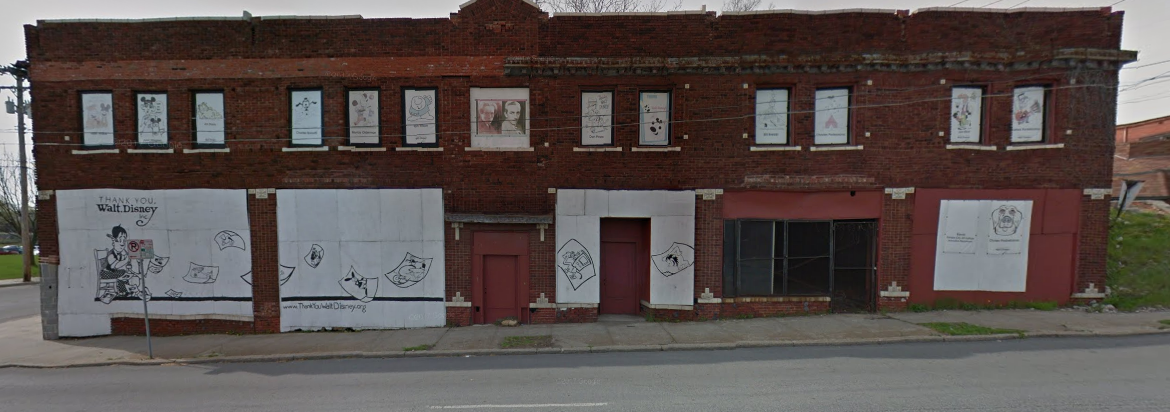
Будівля кіностудії

Laugh-O-Gram Studio — американська кіностудія, яка існувала з 28 червня 1921 до 20 листопада 1923. Штаб-квартира розташована на другому поверсі будівлі McConahay у 1127 East 31 в Канзас-Сіті, штат Міссурі.
У перші роки анімації студія стала домом для багатьох піонерів мультиплікації, приведених туди Волтом Діснеєм. Вона надихнула Діснея та Аба Айверкса на створення Мікі Мауса. Дія двох художніх фільмів відбувається на Laugh-O-Gram.

## Історія
У 1921 році Волт Дісней був укладений Мілтоном Фельдом, щоб анімувати дванадцять карикатур, які він назвав «Laugh-O-Gram» Ньюмана. 23 травня 1922 року, коли Волту було всього 20 років, фільм Laugh-O-gram був заснований компанією Disney, використовуючи інші активи недіючих комерційних художників Iwerks-Disney від місцевих інвесторів. LOGF випустив дев'ять із запитаних 12 фільмів з невеликим доходом.  Але заохочувався популярністю його шортів у театрі, і натхненний байками Ерізонів Теритунс, Волт вирішив, що він хоче зробити свої власні анімовані версії казок, і інвестував шість місяців у свою першу спробу на Червону Шапочку.
Серед співробітників Діснея в серіалі були кілька піонерів анімації: Аб Айверкс, Х'ю Харман, Фріз Фреленг та Карман Максвелл. У компанії виникли проблеми з вирішенням кінців: до кінця 1922 року Дісней жив в офісі та приймав ванни раз на тиждень на станції Юніон.
Під час перебування менеджера з продажу студії Леслі Мейс в Нью-Йорку, де він шукав дистриб'юторів, в неділю, 16 вересня 1922 року, він підписав контракт на шість анімаційних шортів із Pictorial Clubs, Inc., штат Теннессі. Pictorial погодився заплатити 11 000 доларів за мультфільми, які мали показувати в школах та інших не театральних місцях, але заплатили лише 100 доларів заздалегідь. Решту платежу доведеться чекати до 1 січня 1924 року, коли всі шорти будуть доставлені. Коли Pictorial збанкрутував лише через кілька місяців, студія ніколи не отримувала решту платежів, а її фінансові проблеми ставали ще серйознішими, а персонал закінчував свою роботу. Але коли місцевий стоматолог Канзас-Сіті Томас Б. МакКрум, із стоматологічного інституту Дінер, зв’язався з Діснеєм і запропонував йому роботу з виготовлення короткого предмета про гігієну зубів, призначеного для шкільної системи штату Міссурі, він зібрав частину свого персоналу знову і зробив зуб Tommy Tucker, який заробив студію 500 доларів. Замість того, щоб розплачуватися з його кредиторами, гроші були вкладені в демонстраційний фільм в прямому ефірі / анімації «Країна чудес Аліси», в якому знялася юна Вірджинія Девіс. Волт зазначив, наскільки популярним був серіал «Вихід з чорнила» від Fleischer Studios, в якому анімаційні персонажі взаємоділи з реальним світом. Повернувши цей трюк і використовуючи персонаж у реальному житті в мультику Всесвіту, він сподівався на хіт. Контракт Вірджинії Девіс із Laugh-O-gram підписали її батьки 23 квітня 1923 року, при цьому термін дав їй 5% надходжень від фільму «Країна чудес Аліси».  Шукаючи дистриб'ютора для Країни чудес Аліси 14 травня, Дісней написав Маргарет Вінклер, нью-йоркський дистриб'ютор фільмів. 